# St.-Orlands-Stein

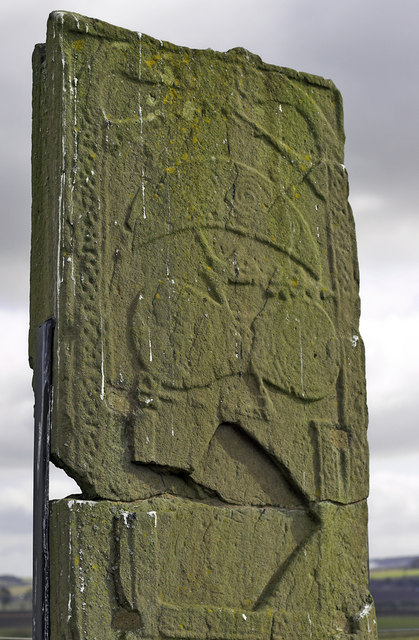
St Orlands Stein

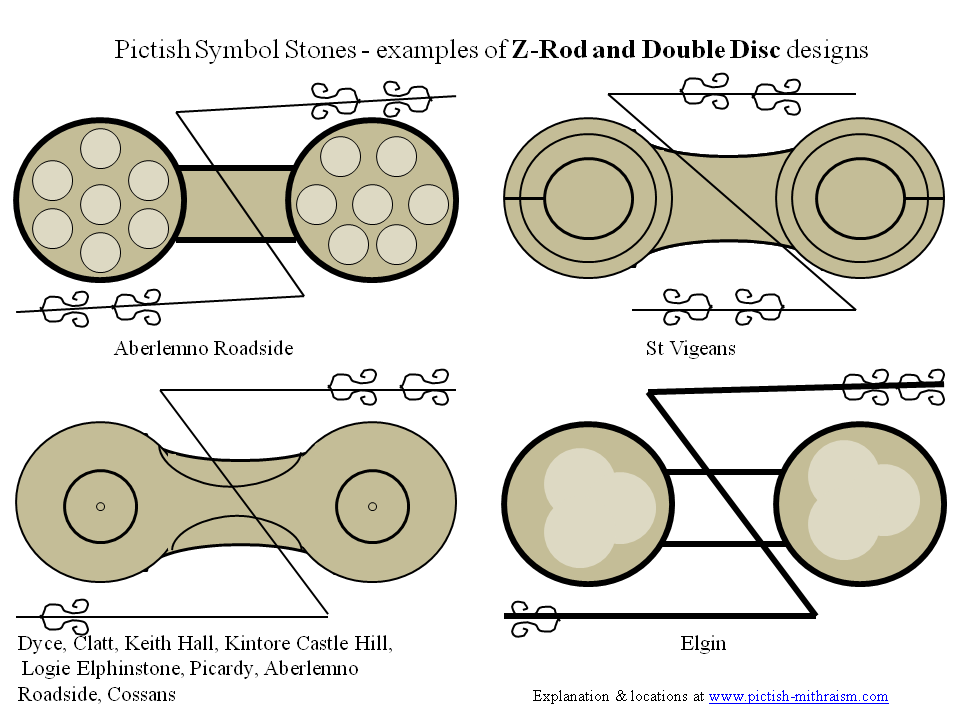
Doppelscheibe und Z-Stab

Der St.-Orlands-Stein (englisch St Orland’s Stone; auch als Cossans-Stein oder Cossins-Stein bekannt) ist eine Cross-Slab der Klasse II in Cossans, bei Glamis, etwa 3 km südlich der A926 zwischen Kirriemuir und Forfar, in Angus in Schottland.
Die auf beiden Seiten reliefartig geschnitzte Kreuzplatte aus Old-Red-Sandstein (ORS) ist 2,4 Meter hoch, 0,7 Meter breit und 0,25 Meter dick und stammt aus dem späten 8. oder frühen 9. Jahrhundert. Die Platte fällt, da sie piktische Symbole trägt, in das Klassensystem von J. Romill Allen und Joseph Anderson als Klasse-II-Stein.
Die Platte trägt auf der einen Seite ein keltisches Ringkreuz verziert mit Knotenmustern und Spiralen und ist in den unteren beiden Quadranten von verflochtenen phantastischen Tieren umgeben. Der Rand scheint ebenfalls Knotenmuster gehabt zu haben, ist aber verwittert.
Die Rückseite besteht aus piktischen Symbolen Halbmond und V-Stab sowie Doppelscheibe und Z-Stab. Darunter sieht man eine Jagdszene mit vier Reitern, begleitet von zwei Pferden, darunter ein mit Passagieren beladenes Boot und die Darstellung eines fantastischen Tieres, das einem Stier gegenübersteht oder ihn angreift. Dies ist die bekannteste Darstellung eines Bootes in der piktischen Kunst (Allen und Anderson 1903, Bd. III: S. 216–218). Es scheint ein mastloses, aus Planken gebautes Schiff mit hohem Bug und Heck, einem Ruder und möglicherweise Rudern zu zeigen (Carver 1999, S. 57–58; Foster 1996, S. 102; Laing und Laing 1993, S. 63; Ritchie 1989, S. 31). Ein viereckiger Abschnitt zwischen den piktischen Symbolen und dem figuralen Schnitzwerk fehlt und scheint ausgeschnitten. Die Schnitzerei wird randlich von verschachtelten Knoten begrenzt.
Irgendwann ist der Stein zerbrochen und mit Eisenklammern repariert worden.
In der Nähe steht der Symbolstein von Glamis Manse.